# 黒崎久志
黒崎 久志（くろさき ひさし、1968年5月8日 - ）は、栃木県上都賀郡粟野町（現：鹿沼市）出身のサッカー指導者、元サッカー日本代表選手。ポジションはFW、MF。1992年から1999年までの登録名は黒崎 比差支（読みは同じ）。
指導者としては、アルビレックス新潟監督、大宮アルディージャヘッドコーチ、鹿島アントラーズトップチームコーチを歴任した。現在は中国超級リーグ・青島西海岸監督。

## 選手経歴
宇都宮学園高等学校（現：文星芸大付高）時代から将来を嘱望され、セルジオ越後からも「将来日本代表入りする選手」と太鼓判を押されていた。全国高等学校サッカー選手権大会にも2度出場し、2年生だった1986年1月の第64回大会では1学年先輩の小泉淳嗣とともに準々決勝で3連覇を目指していた帝京高校を下してベスト4に進出し（準決勝で江尻篤彦や真田雅則のいた清水商に敗退）、黒崎は5得点で大会得点王となった。3年生だった翌1987年1月の第65回大会では1学年下にDF根岸誠一がいて、室蘭大谷高校との準々決勝ではPK戦の途中でテレビ中継が終わっても、なかなか結果がテロップで流れなかったPK戦史上に残る激闘の末、14-15で敗れた。高校時代のクラスメートの話によると、授業中ほとんど昼寝をしていたにもかかわらず成績は良かったとのこと。
高校卒業後、1987年に日本サッカーリーグ(JSL)1部所属の本田技研工業サッカー部（現：Honda FC）に入団（同い年で同期就職に古川昌明・北澤豪）。本田技研がJリーグへの不参加を表明した1992年に、慕っていた前監督の宮本征勝や同学年の長谷川祥之、1年後輩の本田泰人や黒崎を追って本田技研に入社していた根岸らとともに鹿島アントラーズに移籍。この際、登録名を本名の「黒崎 久志」から「黒崎 比差支」に改め、2000年に本名に戻すまでこの名前を使用した。長身2トップを組んだ長谷川祥之とともに、日本人エースとして活躍し、Jリーグ黎明期の鹿島を牽引した。この頃には日本代表にも選出されたが、代表では同じ長身FWでタイプが重なる高木琢也との争いに敗れ、目立った実績は残せなかった。ただ、1995年に香港で行われたダイナスティカップでは、大会不参加の三浦知良に代わり招集され、得点王になっている。
鹿島には6年間にわたって所属したが、増田忠俊、柳沢敦の台頭もあって徐々に出番が減り、1998年に京都パープルサンガへ移籍。13得点の活躍を見せた。翌1999年は出場機会が減少。2000年にはヴィッセル神戸に移籍したが、ここではさしたる成績を残せず、2001年にアルビレックス新潟へ移籍。新潟ではチームトップの21得点を挙げた。2002年からは大宮アルディージャに移籍し、2003年シーズン終了後に現役引退。

## 指導者経歴
現役引退後の2004年はJFA公認B級コーチライセンスを取得し、古巣・鹿島のジュニアユースコーチに就任。また、ブラジルに遠征するU-15日本代表のコーチも務めた。2005年からは鹿島ユースのコーチを務め、2006年にはJFA公認S級コーチライセンスを取得した。
2007年より、同じく古巣であるアルビレックス新潟トップチームのコーチに就任。2009年にはヘッドコーチに昇格し、2010年より監督に就任。就任当初は開幕から8試合未勝利と低迷したが、第9節でヴィッセル神戸に2-1で勝利すると、そこから2004年以来のリーグ戦4連勝を果たし、11試合無敗記録を樹立。最終的に9位でリーグ戦を終えた。
2011年は開幕から5試合無敗となった一方で、5-6月は9試合勝利無しと苦戦が続き、残り7試合となった第27節終了時点でJ2降格圏の16位のヴァンフォーレ甲府と勝ち点2差まで迫られたが、ここからの3連勝で持ち直し、第32節でガンバ大阪と引き分けてJ1残留を決定した。しかし、11月には公式戦5試合で1分4敗に終わり、最終的には前年を下回る14位となった。
2012年も新潟の監督を続投したが、開幕からのリーグ戦3連敗、第12節でジュビロ磐田に1-6で大敗するなど不調が続き、12節終了時点で2勝3分7敗の17位と低迷。この結果を受け、5月21日に新潟の監督を辞任した。シーズン途中での監督交代はクラブ史上初となった。
新潟の監督辞任後は、地元・栃木県鹿沼市の「かぬまふるさと大使」に就任し、中学生を対象としたサッカー教室を開催するなど地域貢献活動に携わった。また、スカパー!プレミアムサービスのサッカー解説者も務めた。
2013年2月1日、古巣である大宮アルディージャの地域プロデュース部インストラクターに就任することが発表された。同年6月6日、大宮のトップチームコーチに就任。2014年9月5日、ヘッドコーチに就任。。
2017年5月28日、成績不振を理由に、監督であった渋谷洋樹とともにヘッドコーチ職を解任された（後任は海本慶治）。同年12月から4か月にわたりJFA公認指導者の海外派遣プログラムにより渡独し、ブンデスリーガ2部デュッセルドルフを中心に同リーグにおける指導法などを学んだ。
2018年6月20日、規律違反により辞任した柳沢敦 に代わり、鹿島アントラーズのトップチームコーチに就任。同年のAFCチャンピオンズリーグ制覇に貢献した。大岩剛監督の退任に伴って2019シーズンで退任し、2020シーズンは同アカデミースタッフを務めた。
2021年2月、中国超級リーグ・山東泰山の監督に就任したハオ・ウェイに請われ、同ヘッドコーチに就任。同年のリーグ優勝と中国FAカップの2冠獲得に貢献した。
2023年、武漢三鎮のアシスタントコーチに就任。
2024年、青島西海岸の監督に就任。

## 所属クラブ
- 1987年 - 1991年 本田技研工業
- 1992年 - 1997年 鹿島アントラーズ
- 1998年 - 1999年 京都パープルサンガ
- 2000年 ヴィッセル神戸
- 2001年 アルビレックス新潟
- 2002年 - 2003年 大宮アルディージャ

## 個人成績
| 国内大会個人成績 | 国内大会個人成績 | 国内大会個人成績 | 国内大会個人成績 | 国内大会個人成績 | 国内大会個人成績 | 国内大会個人成績 | 国内大会個人成績 | 国内大会個人成績 | 国内大会個人成績 | 国内大会個人成績 | 国内大会個人成績 |
| 年度             | クラブ           | 背番号           | リーグ           | リーグ戦         | リーグ戦         | リーグ杯         | リーグ杯         | オープン杯       | オープン杯       | 期間通算         | 期間通算         |
| 年度             | クラブ           | 背番号           | リーグ           | 出場             | 得点             | 出場             | 得点             | 出場             | 得点             | 出場             | 得点             |
| 日本             | 日本             | 日本             | 日本             | リーグ戦         | リーグ戦         | JSL杯/ナビスコ杯 | JSL杯/ナビスコ杯 | 天皇杯           | 天皇杯           | 期間通算         | 期間通算         |
| ---------------- | ---------------- | ---------------- | ---------------- | ---------------- | ---------------- | ---------------- | ---------------- | ---------------- | ---------------- | ---------------- | ---------------- |
| 1987-88          | 本田             | 17               | JSL1部           | 18               | 2                | 3                | 0                | 2                | 0                | 23               | 2                |
| 1988-89          | 本田             | 17               | JSL1部           | 22               | 7                | 0                | 0                | 2                | 1                | 24               | 8                |
| 1989-90          | 本田             | 17               | JSL1部           | 21               | 11               | 0                | 0                | 2                | 2                | 23               | 13               |
| 1990-91          | 本田             | 17               | JSL1部           | 16               | 7                | 1                | 0                |                  | 0                |                  | 7                |
| 1991-92          | 本田             | 17               | JSL1部           | 18               | 4                | 4                | 9                | 4                | 4                | 26               | 17               |
| 1992             | 鹿島             | -                | J                | -                | -                | 8                | 4                | 3                | 5                | 11               | 9                |
| 1993             | 鹿島             | -                | J                | 30               | 11               | 0                | 0                | 5                | 3                | 35               | 14               |
| 1994             | 鹿島             | -                | J                | 30               | 10               | 1                | 0                | 0                | 0                | 31               | 10               |
| 1995             | 鹿島             | -                | J                | 39               | 11               | -                | -                | 0                | 0                | 39               | 11               |
| 1996             | 鹿島             | -                | J                | 19               | 6                | 14               | 3                | 2                | 0                | 35               | 9                |
| 1997             | 鹿島             | 9                | J                | 26               | 10               | 5                | 3                | 2                | 0                | 33               | 13               |
| 1998             | 京都             | 9                | J                | 27               | 13               | 4                | 3                | 2                | 4                | 33               | 20               |
| 1999             | 京都             | 9                | J1               | 14               | 3                | 1                | 0                | 1                | 0                | 16               | 3                |
| 2000             | 神戸             | 9                | J1               | 17               | 5                | 0                | 0                | 4                | 1                | 21               | 6                |
| 2001             | 新潟             | 11               | J2               | 44               | 21               | 2                | 0                | 4                | 2                | 50               | 23               |
| 2002             | 大宮             | 10               | J2               | 35               | 7                | -                | -                | 3                | 1                | 38               | 8                |
| 2003             | 大宮             | 10               | J2               | 25               | 2                | -                | -                | 3                | 1                | 28               | 3                |
| 通算             | 日本             | 日本             | J1               | 202              | 69               | 33               | 13               | 19               | 13               | 254              | 95               |
| 通算             | 日本             | 日本             | J2               | 104              | 30               | 2                | 0                | 10               | 4                | 116              | 34               |
| 通算             | 日本             | 日本             | JSL1部           | 95               | 31               | 8                | 9                | 10               | 7                | 113              | 47               |
| 総通算           | 総通算           | 総通算           | 総通算           | 401              | 130              | 43               | 22               | 39               | 24               | 483              | 176              |

・JSLオールスターサッカー　1回出場（1992年）
その他の公式戦
- 1990年
  - コニカカップ 1試合0得点
- 1991年
  - コニカカップ 7試合4得点
- 1993年
  - Jリーグチャンピオンシップ 2試合0得点
- 1996年
  - サントリーカップ 1試合0得点

国際大会
- アジアクラブ選手権 4試合1得点

## 代表歴

### 試合数
- 国際Aマッチ 24試合 4得点(1989年 - 1997年)[1]

| 日本代表 | 国際Aマッチ | 国際Aマッチ |
| 年       | 出場        | 得点        |
| -------- | ----------- | ----------- |
| 1989     | 7           | 1           |
| 1990     | 2           | 0           |
| 1991     | 0           | 0           |
| 1992     | 0           | 0           |
| 1993     | 1           | 0           |
| 1994     | 1           | 0           |
| 1995     | 10          | 3           |
| 1996     | 2           | 0           |
| 1997     | 1           | 0           |
| 通算     | 24          | 4           |

### 出場
| No. | 開催日         | 開催都市         | スタジアム                                 | 対戦相手       | 結果        | 監督                         | 大会                 |
| --- | -------------- | ---------------- | ------------------------------------------ | -------------- | ----------- | ---------------------------- | -------------------- |
| 1.  | 1989年05月05日 | ソウル           |                                            | 韓国           | ●0-1        | 横山謙三                     | 日韓定期戦           |
| 2.  | 1989年05月28日 | インドネシア     |                                            | インドネシア   | △0-0        | 横山謙三                     | ワールドカップ予選   |
| 3.  | 1989年06月04日 | 東京都           | 国立霞ヶ丘競技場陸上競技場                 | 北朝鮮         | ○2-1        | 横山謙三                     | ワールドカップ予選   |
| 4.  | 1989年06月11日 | 東京都           | 国立西が丘サッカー場                       | インドネシア   | ○5-0        | 横山謙三                     | ワールドカップ予選   |
| 5.  | 1989年06月18日 | 愛知県           | 神戸総合運動公園ユニバー記念競技場         | 香港           | △0-0        | 横山謙三                     | ワールドカップ予選   |
| 6.  | 1989年06月25日 | 平壌             |                                            | 北朝鮮         | ●0-2        | 横山謙三                     | ワールドカップ予選   |
| 7.  | 1989年07月23日 | リオデジャネイロ |                                            | ブラジル       | ●0-1        | 横山謙三                     | 国際親善試合         |
| 8.  | 1990年09月26日 | 北京             |                                            | バングラデシュ | ○3-0        | 横山謙三                     | アジア大会           |
| 9.  | 1990年10月01日 | 北京             |                                            | イラン         | ●0-1        | 横山謙三                     | アジア大会           |
| 10. | 1993年03月07日 | 福岡県           | 東平尾公園博多の森陸上競技場               | ハンガリー     | ●0-1        | ハンス・オフト               | キリンカップ         |
| 11. | 1994年05月29日 | 東京都           | 国立霞ヶ丘競技場陸上競技場                 | フランス       | ●1-4        | パウロ・ロベルト・ファルカン | キリンカップ         |
| 12. | 1995年02月15日 | シドニー         |                                            | オーストラリア | ●1-2        | 加茂周                       | 国際親善試合         |
| 13. | 1995年02月21日 | 香港             |                                            | 韓国           | △1-1        | 加茂周                       | ダイナスティカップ   |
| 14. | 1995年02月23日 | 香港             |                                            | 中華人民共和国 | ○2-1        | 加茂周                       | ダイナスティカップ   |
| 15. | 1995年02月26日 | 香港             |                                            | 韓国           | △2-2(PK5-3) | 加茂周                       | ダイナスティカップ   |
| 16. | 1995年05月28日 | 東京都           | 国立霞ヶ丘競技場陸上競技場                 | エクアドル     | ○3-0        | 加茂周                       | キリンカップ         |
| 17. | 1995年06月03日 | ロンドン         |                                            | イングランド   | ●1-2        | 加茂周                       | アンブロカップ       |
| 18. | 1995年06月06日 | リバプール       |                                            | ブラジル       | ●0-3        | 加茂周                       | アンブロカップ       |
| 19. | 1995年06月10日 | ノッティンガム   |                                            | スウェーデン   | △2-2        | 加茂周                       | アンブロカップ       |
| 20. | 1995年08月06日 | 京都府           | 京都市西京極総合運動公園陸上競技場兼球技場 | コスタリカ     | ○3-0        | 加茂周                       | 国際親善試合         |
| 21. | 1995年08月09日 | 東京都           | 国立霞ヶ丘競技場陸上競技場                 | ブラジル       | ●1-5        | 加茂周                       | サン・スパークカップ |
| 22. | 1996年05月29日 | 福岡県           | 東平尾公園博多の森球技場                   | メキシコ       | ○3-2        | 加茂周                       | キリンカップ         |
| 23. | 1996年08月25日 | 大阪府           | 長居陸上競技場                             | ウルグアイ     | ○5-3        | 加茂周                       | 国際親善試合         |
| 24. | 1997年02月13日 | バンコク         |                                            | スウェーデン   | ●0-1        | 加茂周                       | キングスカップ       |

### 得点数
| # | 開催日         | 開催地         | 会場                 | 相手           | 結果 | 大会               |
| - | -------------- | -------------- | -------------------- | -------------- | ---- | ------------------ |
| 1 | 1989年06月11日 | 東京都         | 国立西が丘サッカー場 | インドネシア   | ○5-0 | ワールドカップ予選 |
| 2 | 1995年02月21日 | 香港           |                      | 韓国           | △1-1 | ダイナスティカップ |
| 3 | 1995年02月23日 | 香港           |                      | 中華人民共和国 | ○2-1 | ダイナスティカップ |
| 4 | 1995年06月10日 | ノッティンガム |                      | スウェーデン   | △2-2 | アンブロカップ     |

## 個人タイトル
- 1995年 ダイナスティカップ（現 EAFF E-1サッカー選手権）得点王
- 2009年 アントラーズ功労賞

## 資格
- 2004年 JFA公認B級コーチライセンス
- 2006年 JFA公認S級コーチライセンス

## 指導歴
- 2004年 鹿島アントラーズジュニアユースコーチ
- 2004年 U-15日本代表（ブラジル遠征）コーチ
- 2004年 - 2005年 日本サッカー協会ナショナルトレセンコーチ
- 2005年 - 2006年 鹿島アントラーズユースコーチ
- 2007年 - 2012年5月 アルビレックス新潟
  - 2007年 - 2008年 コーチ
  - 2009年 ヘッドコーチ
  - 2010年 - 2012年5月 監督
- 2013年 - 大宮アルディージャ
  - 2013年1月 - 6月 地域プロデュース部インストラクター
  - 2013年6月 - 2014年8月 トップチームコーチ
  - 2014年9月 - 2017年5月 トップチームヘッドコーチ
- 2018年 - 2020年 鹿島アントラーズ
  - 2018年6月 - 2019年 トップチームコーチ
  - 2020年 アカデミーテクニカルコーチ
- 2021年 -  山東泰山
  - 2021年 - トップチームヘッドコーチ

## 監督成績
| 年度   | 所属   | クラブ | リーグ戦 | リーグ戦 | リーグ戦 | リーグ戦 | リーグ戦 | リーグ戦 | カップ戦                  | カップ戦          |
| 年度   | 所属   | クラブ | 順位     | 試合     | 勝点     | 勝       | 分       | 敗       | ナビスコ杯                | 天皇杯            |
| ------ | ------ | ------ | -------- | -------- | -------- | -------- | -------- | -------- | ------------------------- | ----------------- |
| 2010   | J1     | 新潟   | 9位      | 34       | 49       | 12       | 13       | 9        | 予選リーグ敗退(3勝1分2敗) | 4回戦敗退(2勝1敗) |
| 2011   | J1     | 新潟   | 14位     | 34       | 39       | 10       | 9        | 15       | 準々決勝敗退(2勝1敗)      | 3回戦敗退(1勝1敗) |
| 2012   | J1     | 新潟   | 17位     | 12       | 9        | 2        | 3        | 7        | (予選リーグ途中)(2勝1敗)  | -                 |
| J1通算 | J1通算 | J1通算 | -        | 80       | -        | 24       | 25       | 31       |                           |                   |

- 2012年シーズンは2012年5月21日で解任された。順位は12節終了時。